# Razgojna
Razgojna je naselje u gradu Leskovcu, Jablanički upravni okrug, Srbija. Prema popisu iz 2022. godine u Razgojnii je živjelo 630 stanovnika.